# Taborförsamlingen på Bergö
Taborförsamlingen på Bergö (Tabor Bergö) är en pingstförsamling i Bergö i Malax i Österbotten i Finland. Församlingen grundades den 15 mars 1930 med Semer Liljeroos som föreståndare.
År 1890 kom de första baptistpredikanterna till Bergö och en påtaglig väckelse bröt fram. Åren 1923–1926 drog en ny väckelse våg över ön. Hastigt ombyggdes en stuga till möteslokal. År 1948 gjorde ytterligare en större ombyggnad och Tabor kunde invigdes.

## Föreståndare
- Semer Liljeroos
- Nils Björklund
- Arne Herberts
- Gunnar Backman (1953–1954)
- Birger Bäck
- Rolf Strömvall (1960–1965)
- Stig Karlsson
- Jonatan Sigfrids
- Kaj Kanto
- Bjarne Forsén